# Michael Veith
Michael Veith (Tegernsee, 20 gennaio 1957) è un ex sciatore alpino tedesco che gareggiò per la nazionale tedesca occidentale.

## Biografia
Specialista delle prove veloci, Veith fece parte della nazionale tedesca occidentale dal 1973 al 1982 e ottenne il primo podio in Coppa del Mondo, nonché primo piazzamento di rilievo in carriera, arrivando 3º l'8 dicembre 1974 a Val-d'Isère in discesa libera; nella stessa stagione sempre in discesa libera vinse la medaglia d'oro agli Europei juniores di Mayrhofen 1975, mentre l'anno dopo esordì ai Giochi olimpici invernali e a  Innsbruck 1976 si classificò 22º nella discesa libera.
Ai Mondiali di Garmisch-Partenkirchen 1978 vinse la medaglia d'argento nella discesa libera, dietro a Josef Walcher, mentre l'11 febbraio dello stesso anno a Les Houches nella medesima specialità salì per l'ultima volta in carriera sul podio in Coppa del Mondo (3º). Ai XIII Giochi olimpici invernali di Lake Placid 1980, sua ultima presenza olimpica, fu 23º nella discesa libera; in Coppa del Mondo il suo ultimo piazzamento fu l'8º posto nella discesa libera disputata il 10 gennaio 1981 a Garmisch-Partenkirchen, mentre il suo ultimo risultato in carriera fu il 13º posto ottenuto il 5 febbraio 1982 nella discesa libera valida per la combinata dei Mondiali di Schladming 1982.

## Palmarès

### Mondiali
- 1 medaglia:
  - 1 argento (discesa libera a Garmisch-Partenkirchen 1978)

### Europai juniores
- 1 medaglia[2]:
  - 1 oro (discesa libera a Mayrhofen 1975)

### Coppa del Mondo
- Miglior piazzamento in classifica generale: 13º nel 1975
- 4 podi (tutti in discesa libera):
  - 1 secondo posto
  - 3 terzi posti